# Jackson (giocatore di calcio a 5)
Jackson João Bosco Moreira dos Santos, noto semplicemente come Jackson (Santa Bárbara, 16 novembre 1956), è un ex giocatore di calcio a 5 brasiliano.

## Carriera
Utilizzato nel ruolo di esterno, Jackson ha giocato a livello di club nell'Olympico Club di Belo Horizonte. In nazionale ha partecipato a due campionati del mondo: quello inaugurale in Brasile nel 1982, e quello successivo in Spagna nel 1985. In entrambi i casi la nazionale verdeoro vinse il titolo di campione del mondo. Nel 1988 non prese parte al mondiale australiano dove il Brasile giunse secondo. A livello individuale, Jackson è stato eletto miglior giocatore ai Mondiali del 1982.